# Cá trê trắng
Cá trê trắng (danh pháp khoa học: Clarias batrachus) là một loài cá da trơn thuộc họ Cá trê, chúng có nguồn gốc từ Đông Nam Á.

## Phân bố
Cá trê trắng là một loài bản địa Đông Nam Á bao gồm Malaysia, Thái Lan, miền đông Ấn Độ, Sri Lanka, Bangladesh, Miến Điện, Indonesia, Singapore và Brunei. Nó cũng hiện diện ở Philippines. Cá trê trắng thường sống ở khu vực nước chuyển động chậm hoặc nước tù ở ao hồ, đầm lầy, suối và các lưu vực sông (Mekong, sông Chao Phraya), cánh đồng lúa ngập nước hay hồ tạm có thể bị khô hạn.

## Đặc điểm
Cá trê trắng là một loài sinh sống ở khu vực nhiệt đới và thích nhiệt độ nước trong phạm vi 10-28 °C (50-82 °F). Nó có thể sống sót ở trong bùn ít nước vào mùa khô và chờ có nước. Loài cá này có khả năng lấy oxy từ không khí do chúng có khả năng hít thở không khí nhờ một cơ quan phức tạp mọc ra từ vòm mang. Cá trê trắng có thể sử dụng vây bụng để trườn trên đất khô như con rắn bò để tìm môi trường sống thích hợp hay thức ăn. Trong tự nhiên, chế độ ăn uống tự nhiên của sinh vật này là loài ăn tạp, ăn cá nhỏ, động vật thân mềm và động vật không xương sống khác cũng như cỏ dại mùn và thủy sản. Đó là một loài ăn phàm ăn mà tiêu thụ thức ăn nhanh chóng, do đó nó là một loài đặc biệt có hại xâm lấn.

## Xâm lấn
Năm 1960, chúng du nhập vào Florida (có thể là từ Thái Lan) và nhanh chóng thích nghi, phát triển một cách mạnh mẽ và đã trở thành loài gây hại của rất nhiều loại cá bản địa vùng Florida. Đặc biệt, vào mùa khô, khi chúng bị dồn tập trung lại trong một số các ao hồ thì chúng có khả năng ăn thịt các loài cá bản địa. Tại Hoa Kỳ, nó là một loài xâm lấn, được thiết lập tại Florida và báo cáo ở California, Connecticut, Georgia, Massachusetts, và Nevada.

## Bảo tồn
Loài này được liệt kê trong sách đỏ là loại LC (ít quan tâm).

## Hình ảnh

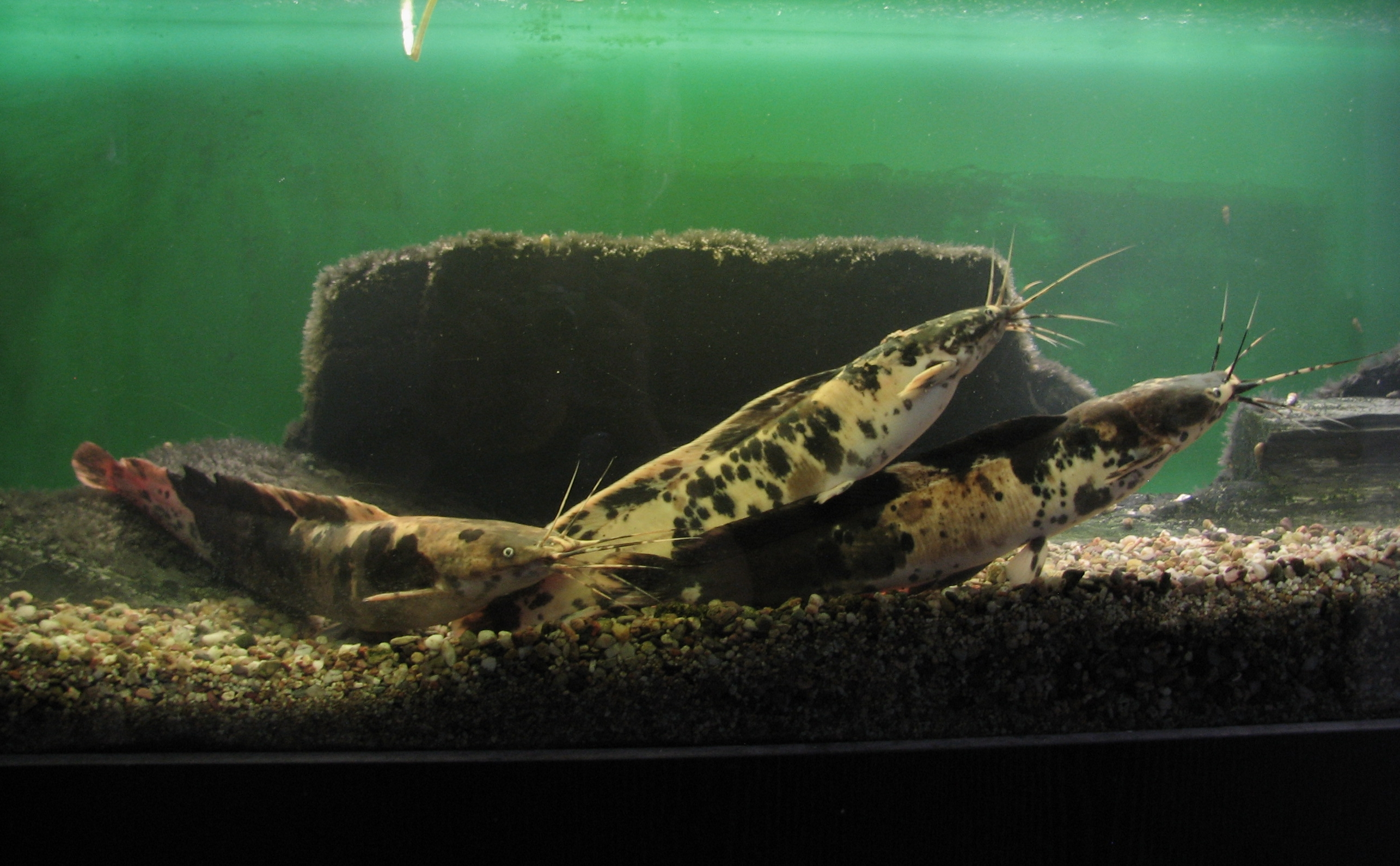
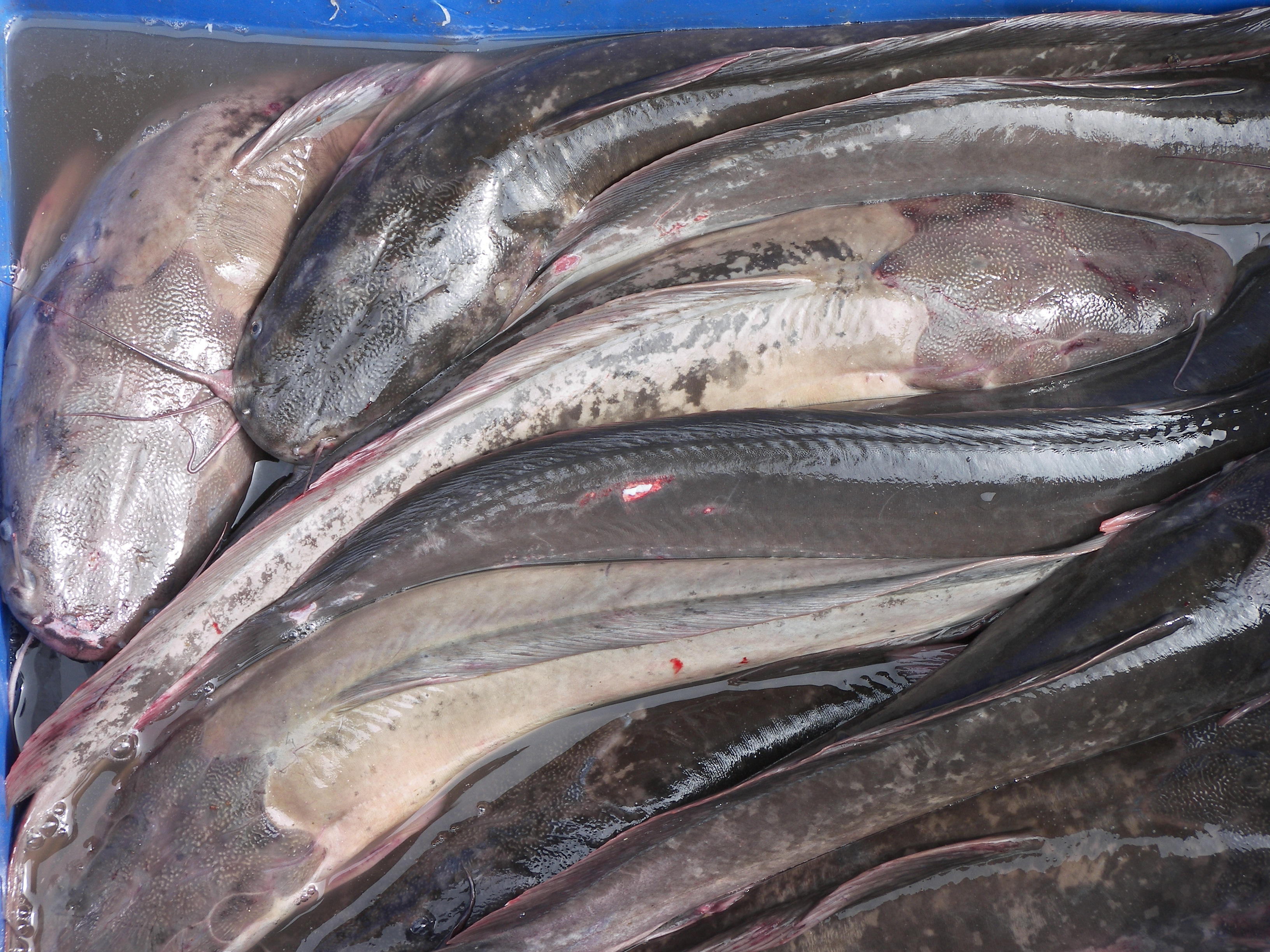
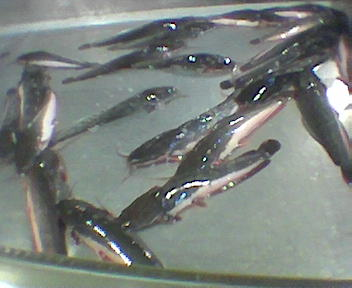
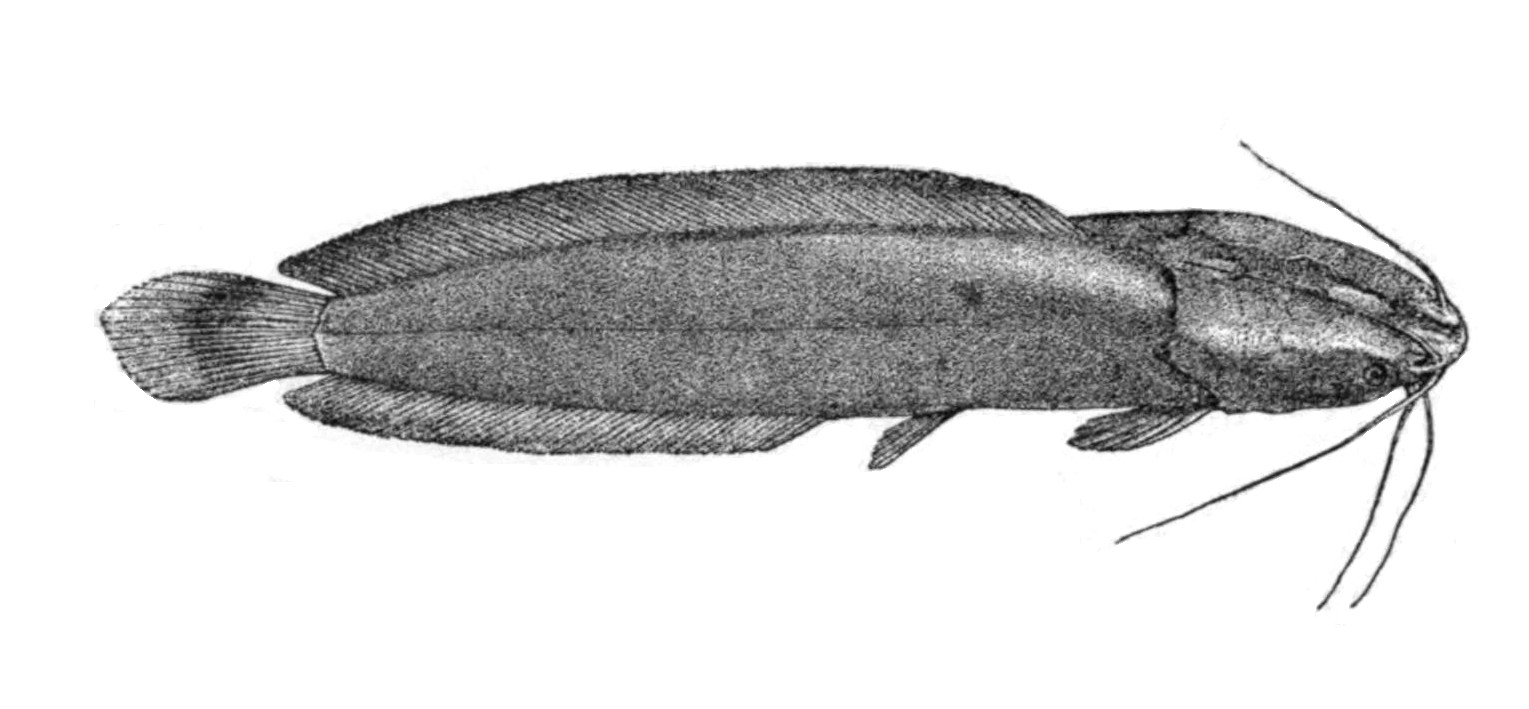